# Memphis May Fire
Memphis May Fire is een Amerikaanse metalcoreband afkomstig uit Dayton, Texas. De band is momenteel gevestigd in Nashville, Tennessee en heeft anno 2020 zes studioalbums en twee ep's uitgebracht.

## Personele Bezetting
Huidige leden
- Kellen McGregor – leidende gitaar, achtergrondzang, keyboard  (2006–present), leidende vocals (2006)
- Matty Mullins – leidende vocals (2008–present)
- Cory Elder – bas (2008–present)
- Jake Garland – drums, percussie (2010–present)

Voormalige leden
- Tanner Oakes – bas (2006–2007)
- Ryan Dooley – drums (2006–2007)
- Chase Ryan Robbins – leidende vocals (2006–2008)
- Jeremy Grisham – drums  (2007–2008)
- Austin Radford – bas (2007–2008)
- Daniel De Los Santos – bas (2008)
- Joel Seier – slaggitaar (2009–2010)
- Eric Molesworth – drums (2008–2010)
- Ryan Bentley – slaggitaar (2006–2009, 2010–2012)
- Anthony Sepe – slaggitaar (2012–2017)

Tijdlijn

## Discografie
Albums
| Sleepwalking                                            | - Uitgebracht: 21 juli, 2009 - Label: Trustkill | —   | —  | —  |
| The Hollow                                              | - Uitgebracht: 26 april, 2011 - Label: Rise     | 130 | 36 | 48 |
| Challenger                                              | - Uitgebracht: 26 juni, 2012 - Label: Rise      | 16  | 5  | —  |
| Unconditional                                           | - Uitgebracht: 25 maart, 2014 - Label: Rise     | 4   | 1  | —  |
| This Light I Hold                                       | - Uitgebracht: 28 oktober, 2016 - Label: Rise   | 42  | 5  | —  |
| Broken                                                  | - Uitgebracht: 16 november, 2018 - Label: Rise  | —   | 31 | —  |
| "—" geeft aan dat het album geen notering behaald heeft |                                                 |     |    |    |

Ep's
| Memphis May Fire                                    | - Uitgebracht: 4 december, 2007 - Label: Trustkill - Format: Digitale download    | —  |
| Between the Lies                                    | - Uitgebracht: 2 november, 2010 - Label: Bullet Tooth - Format: Digitale download | 39 |
| "—" geeft aan dat de ep geen notering behaald heeft |                                                                                   |    |